# Ilyrismus
Ilyrismus (chorvatsky Ilirizam, v srbské cyrilici pak Илиризам) bylo politicko-kulturní hnutí, které se objevilo ve 30. a 40. letech 19. století v Chorvatsku, které bylo tehdy ještě součástí rakouského císařství. Je reakcí chorvatských spisovatelů a kulturně aktivních osob své doby na procesy, které probíhaly například v Čechách a na Moravě, na Slovensku a v dalších oblastech Rakouska, tedy na obnovu vlastní kultury, jazyka a tradic. Název pro toto hnutí se inspiroval existencí Ilyrských provincií v době napoleonských válek. Hnutí mělo zdůraznit vzájemnost a jednotu jihoslovanských národů, které se později spojily do jugoslávského státu.

## Historický vývoj

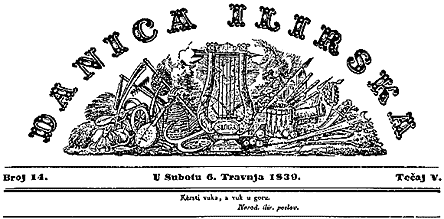
Logo časopisu Danica Ilirska, kam přispívali mnozí chorvatští obrozenci 19. století

Chorvatsko přináleželo k zemím Koruny svatoštěpánské. V oblasti, kterou získalo Rakousko díky vítězství nad vojsky Napoleona, vládly maďarizační tlaky (maďarština byla od roku 1827 například povinná na všech školách), podobně jako v jiných částech tohoto soustátí, kde se nacházelo nemaďarské obyvatelstvo. V této době se zde začaly objevovat myšlenky na obnovu kultury chorvatského národa. Obecně jsou známé jako ilyrismus, avšak také se používá termín chorvatské národní obrození. Hlavním nositelem této myšlenky bylo obyvatelstvo měst, moderní inteligence se začala formovat v Rakousku na přelomu 18. a 19. století.
Nejaktivnějšími osobami z této doby byli spisovatel Ljudevit Gaj a gróf Janko Drašković. Gaj začal spolupracovat s mladými a vzdělanými lidmi, s generací 20. let 19. století. Jednalo se například o slovinsko-chorvatského spisovatele Stanka Vraze, dalšími jmény pak byli Dimitrije Demeter, Ivan Mažuranić, Ljudevit Vukotinović, Dragutin Rakovac, Antun Nemčić, Fran Kurelac, Pavao Štoos, Ivan Derkos, Josip Kundek, Antun Vakanović, Antun Mihanović. Nejstarší z této skupiny pak byl Antun Mažuranić. Překládali tvorbu ruských i polských autorů, šířili díla napsaná ještě ve staré Dubrovnické republice. Podobně jako Češi i Chorvati měli jasně stanovený národní program, který formulovali do dvou skupin – minimalistický (ve smyslu zachování chorvatské kultury, státnosti a nezávislosti) a maximalistický (počítající s podporou ostatních jihoslovanských národů, hlavně pak Slovinců, kde národně-obrozenecké hnutí bylo v porovnání s Chorvatskem značně pozadu. Pro získání podpory na zlepšení vztahů s ostatními Slovany, hlavně pak tedy se Srby, navštívil Gaj Rusko, které mělo tehdy mezi kulturními představiteli utlačovaných slovanských národů velmi dobrou pověst. Program ilyrského hnutí byl později redefinován jako kulturně-osvětová akce, což vedlo v letech 1835 až 1848 k největšímu rozvoji obrozeneckých aktivit. V různých chorvatských městech (Varaždin, Karlovac etc.) byly zřizovány čítárny, kde se mohli místní seznámit s idejemi obrozenců. Stejně ale největší odezvu našel v užším Chorvatsku, Srbové a Slovinci stáli stále poněkud stranou. Jediným Slovincem, který byl aktivní v ilyrském hnutí byl Stanko Vraz, který se však nakonec ztotožnil spíše s prostředím chorvatským. Pro propagátory nových myšlenek byla vzorem francouzská revoluce a srbští jazykový reformátoři Dositej Obradović a Vuk Stefanović Karadžić. Roku 1842 byla založena Matica ilirska, jejímž spoluzakladatelem byl Slovák Štefan Moyzes, který aktivně působil i v jiných oblastech ilyrského hnutí. Illyrský pravopisem se zabýval Josef Václav Justin Michl, který vydal Ilirski pravopis (Pravopis ilyrský, 1836).

Poloha tehdejšího Chorvatsko-slavonského království v rámci zemí Koruny svatoštěpánské, názvy jednotlivých administrativních celků jsou v tehdejších rozšířených jazycích, tedy maďarsky a italsky

Oficiálně bylo ze strany Vídně ilyrské hnutí zlikvidováno roku 1843 (bylo zakázáno používat pojem „ilyrský“, což vedlo k jeho cílenému rozkladu), pět let před slovanským sjezdem v Praze. Nespokojenost nevyvolávaly nové časopisy (Kolo, Iskra) a díla národnostně zaměřených autorů nejen v Rakousku, ale také i v Uhersku. Reakcemi byla ostrá cenzura, zvýšení politického útlaku a soudní procesy. Obrozenecký časopis „Branislav“ tak začal od roku 1844 vycházet v Bělehradě. Mezi Srby však myšlenky ilyrismu nenalezly příliš velký ohlas, neboť ti byli již plně ztotožněni s vlastním národním programem a měli vlastní (byť stále ještě autonomní) stát. Srbský obrozenec Vuk Stefanović Karadžić sice považoval všechny jižní Slovany za jeden národ, ovšem jednotný ale pod srbským jménem, nikoliv ilyrským. Ilyrské jméno ve své tezi Srbi svi i svuda odmítl, neboť Ilyry nepovažoval za Slovany.
Hnutí však bylo v mnoha směrech úspěšné. Moderní chorvatština (několik let po ukončení těchto obrozeneckých snah bylo rozhodnuto o formálním sloučení srbského a chorvatského jazyka v jeden) přijala za svůj standard štokavské nářečí a opustila původní dialekt kajkavský, který dominoval v okolí Záhřebu a v rakouském příhraničí a byl směrodatný ve středověké literatuře. Byla přijata nová abeceda a opuštěn maďarštinou ovlivněný spřežkový pravopis. Položeny byly základy k chorvatskému národnímu uvědomění. V následujících letech, hlavně ke konci 19. století, se začalo mluvit i o tzv. ideji trialismu, který by umožňoval připojení Bosny a Hercegoviny k Chorvatsku a vytvoření třetí jednotky Rakousko-Uherska, tedy Chorvatska.

## Aktivity
Představitelé ilyrismu ve svých pracích hledali staré chorvatské autory, kteří mluvili o slovanství, jihoslovanství a chorvatství. Přijali ideje, které hlásal Jan Kollár, tedy o jednom slovanském národu se čtyřmi plemeny (ruským, českým, polským a ilyrským). Kollár pod názvem Ilyrové označoval Jihoslovany. To přesně vyhovovalo tezi o jednotném národě jižních Slovanů (která přežívala ještě v období meziválečného jugoslávského státu) a také odkazovala na to, že Jižní Slované jsou potomky Ilyrů, tedy národa, který obýval Balkánský poloostrov ještě před obdobím stěhování národů a příchodu Slovanů. Své myšlenky chtěli obrozenci prokázat poukázáním na jazykovou podobnost; že všichni používají jako spisovný jazyk štokavské nářečí štokavskou variantu srbštiny/chorvatštiny, a to od dob literatury psané v Dubrovnické republice až po reformní práce Vuka Karadžiće. Na základě toho pak tvrdili, že existuje jediná jihoslovanská literatura psaná jedním jazykem a tudíž se tak jedná i o jediné národní hnutí.
Kromě literárního programu se ale také mluvilo o politických cílech. Představitelé ilyrismu byli zaměření proti feudalistickým vztahům, odmítali šíření latiny a podporovali rozvoj národního jazyka. Stavěli se tak do opozice k tomu, co bylo propagováno z Budapešti.